# Урграбен
Ургра́бен (нем. Urgraben) — бывший акведук на западном склоне Шварцвальда в земле Баден-Вюртемберг, Германия, первое сооружение такого рода в средневековой Центральной Европе. Построенный в 1280-е годы водовод доставлял воду с юго-восточного склона горы Кандель к серебряным рудникам в маловодной долине Зуггенталь. Искусственный открытый канал длиной 15 км был проложен с точным соблюдением уклона в 1/100, пересекал три водораздела между горными ручьями, а на подходе к Зуггенталю был пробит тоннель. В 1297 году рудник был разгромлен и затоплен эльзасцами и более не восстанавливался, а питавший его акведук пришёл в упадок.

## Постройка

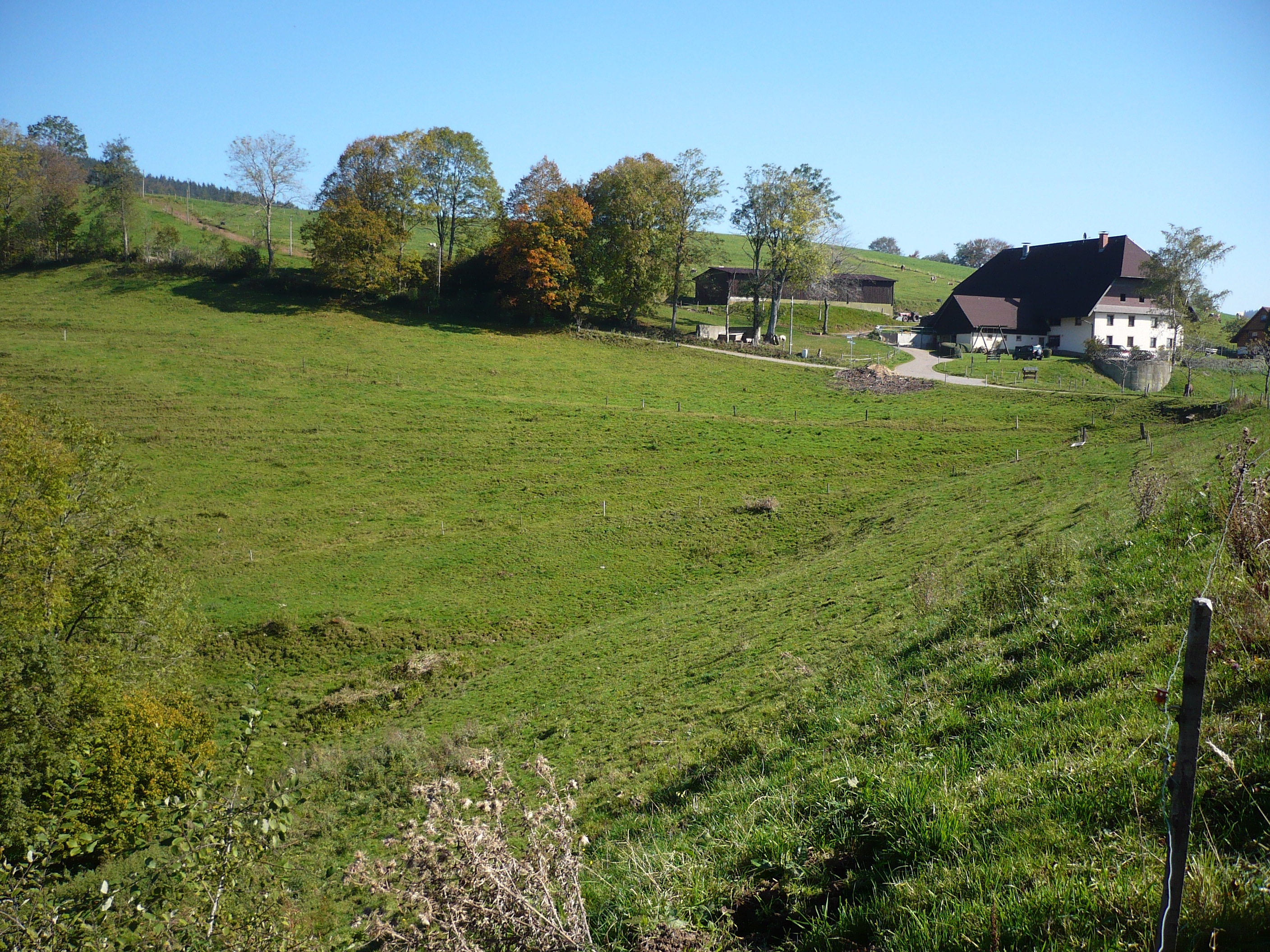
Овраг у имения Рор — трасса бывшего водовода

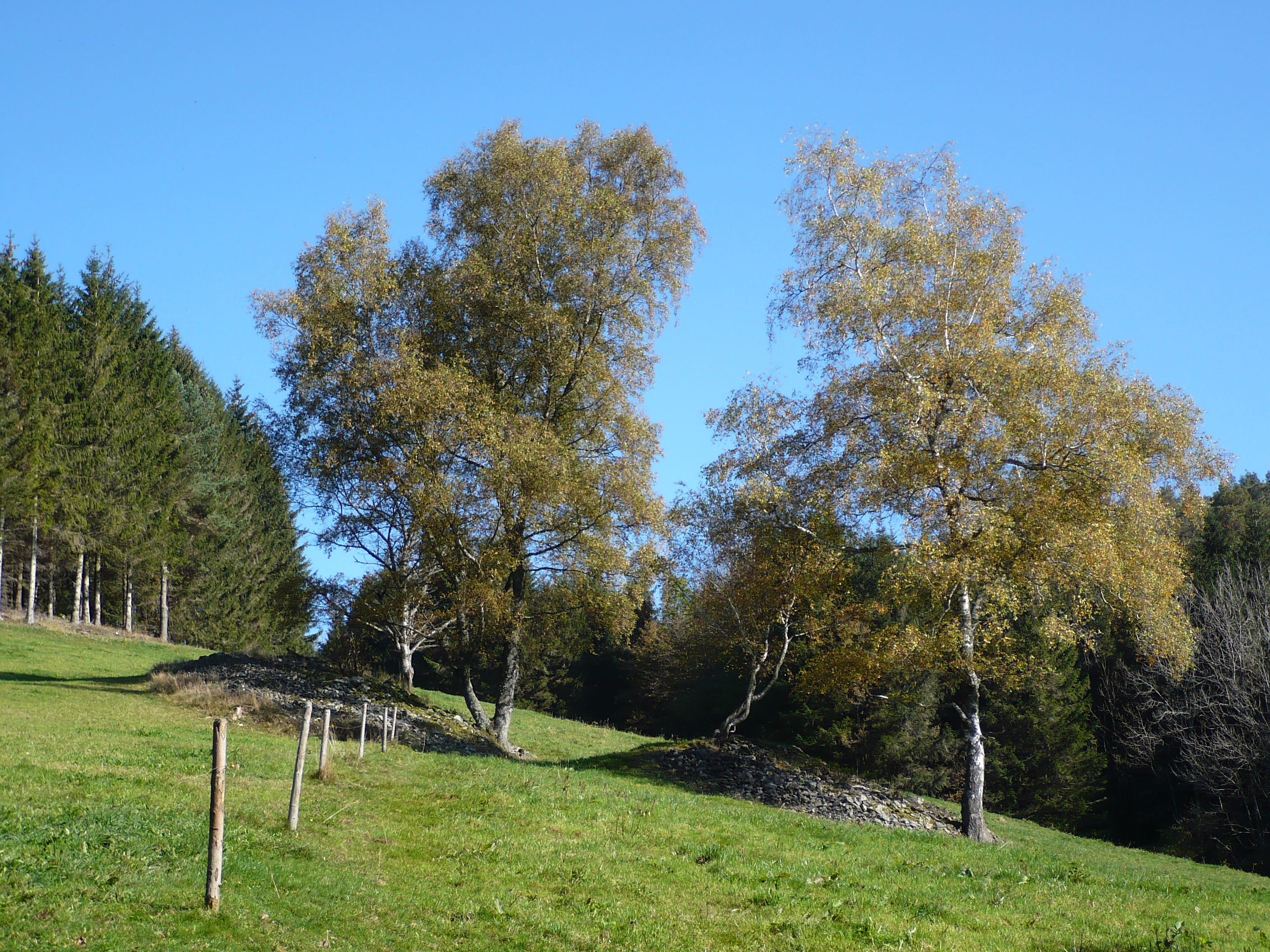
Остатки участка водовода, использовавшегося по назначению ещё в начале XX века

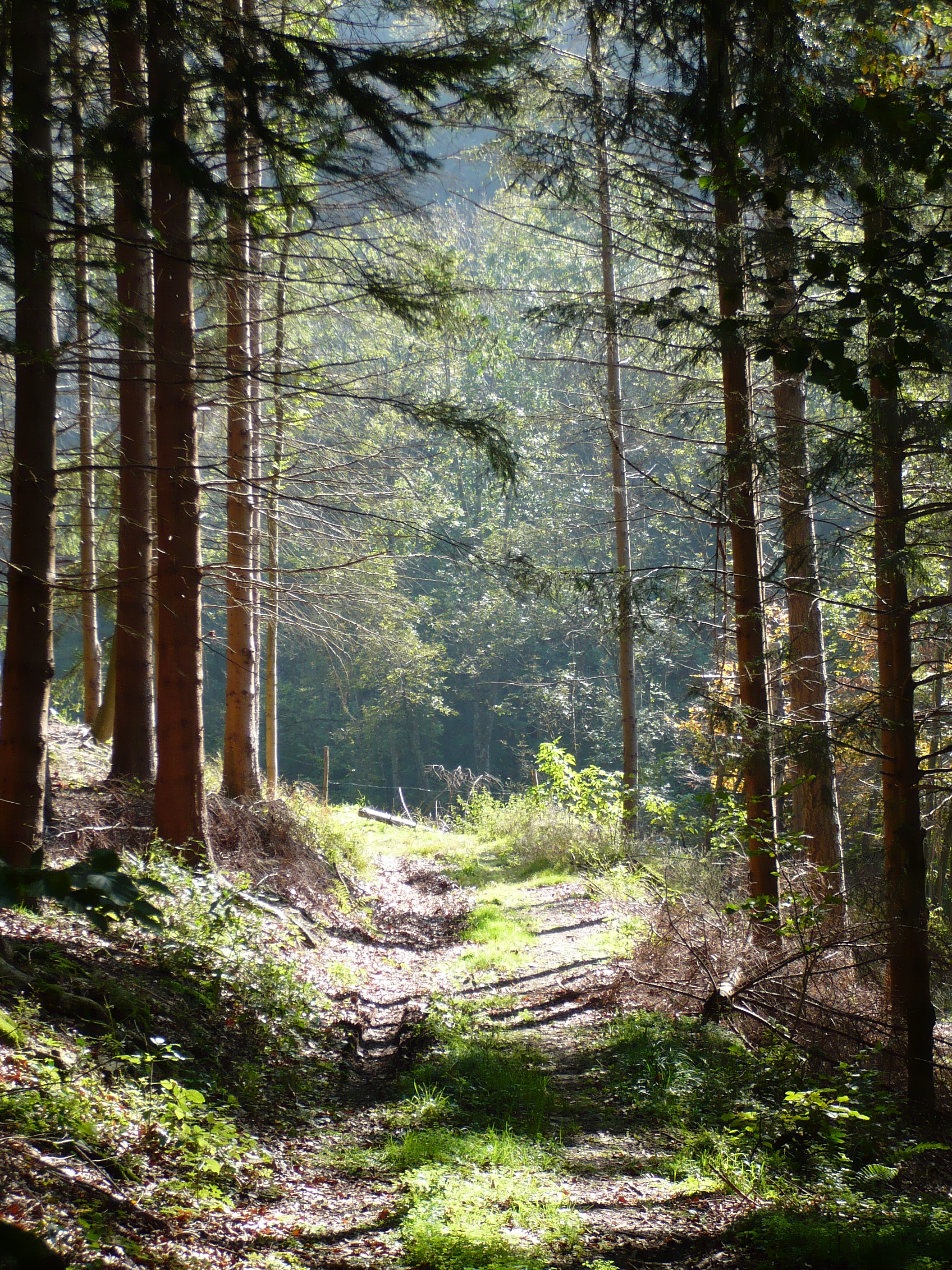
Туристская тропа вдоль предполагаемого русла Урграбена

В начале XIII века товарищество состоятельных граждан Фрайбурга начало добычу серебряных руд в долине Зуггенталь, что примерно в двадцати километрах к северо-востоку от города. На берегу Эльца, на землях Шварценбергов-Шнабельбургов возник шахтёрский городок Вальдкирх. Шахты постоянно подтапливались подземными водами, которые приходилось откачивать вручную. Откачку можно было бы механизировать с помощью водяного колеса, но ручей Зугген был слишком маловоден для этого, а до реки Эльц было слишком далеко. 2 мая 1284 года учредители рудника и инженер-гидравлик Конрад Ротермеллин получили разрешение графа Фрайбургского на устройство канала, подающего к руднику воду с восточных отрогов горы Кандель: для того, чтобы откачать воду из-под земли, нужно было привести её в долину Зуггенталь.
В отличие от графского патента, хранящегося в архиве Баден-Вюртемберга, о самой постройке и функционировании канала сохранились только косвенные свидетельства. По оценке краеведа Андреаса Хаасис-Бернера, землекопам пришлось переместить около 30 тысяч кубометров грунта, а местами — и скальной породы. Это примерно соответствует 10 000 рабочих смен, или ста рабочим дням для отряда из сотни землекопов. При всей неопределённости таких расчётов, считает Хаасис-Бернер, вся надземная часть канала могла была быть выполнена за один рабочий сезон.

## Расположение
Главный наземный канал протяжённостью 15 км «вытекает» из существующего поныне ручья Цверибах (Zweribach) на юго-восточном (дальнем от Зуггенталя) склоне горы Кандель. Начавшись на отметке 1026 м, канал протекал по руслу ручья Глоттер, а затем поворачивал к северу и далее на запад. Искусственное русло канала имело ширину около полуметра, а по бокам были устроены невысокие земляные насыпи шириной в два метра. На всём протяжении искусственного русла поддерживался постоянный уклон около 1 % (перепад высот в 1 метр на каждые 100 метров длины). На отметке 980 м канал пересекал первый водораздел. Сохранившееся к северу от городка Санкт-Петер имение Рор и ведущая к ней дорога Рор (нем. Rohr, труба) сохранили память о настоящей трубе, в которой канал пересекал второй на своём пути водораздел на отметке 850 м. Ещё в начале XX века часть канала к западу от Рора использовалась для питания водяной мельницы. Третий водораздел, близ Линдлесдобеля (Lindlesdobel), канал проходил в тоннеле, опускаясь ещё на сто метров. Четвёртое, и последнее, препятствие — гору Лузер (Luser), разделявшую долины Глоттерталь и Зуггенталь, канал проходил в тоннеле-штольне (нем. Rösche), опускаясь ещё на 70 метров. В верхней (восточной) части долины Зуггенталь до 1960-х годов существовала плотина и прудик — вероятно, остатки накопительного пруда давно не существующего водовода.
Подземные тоннели, по которым протекала вода Урграбена, сохранились под слоем земли. Поверхностные же участки канала, за исключением мельничного канала к западу от Рора, полностью утрачены.

## Катастрофа 1297 года

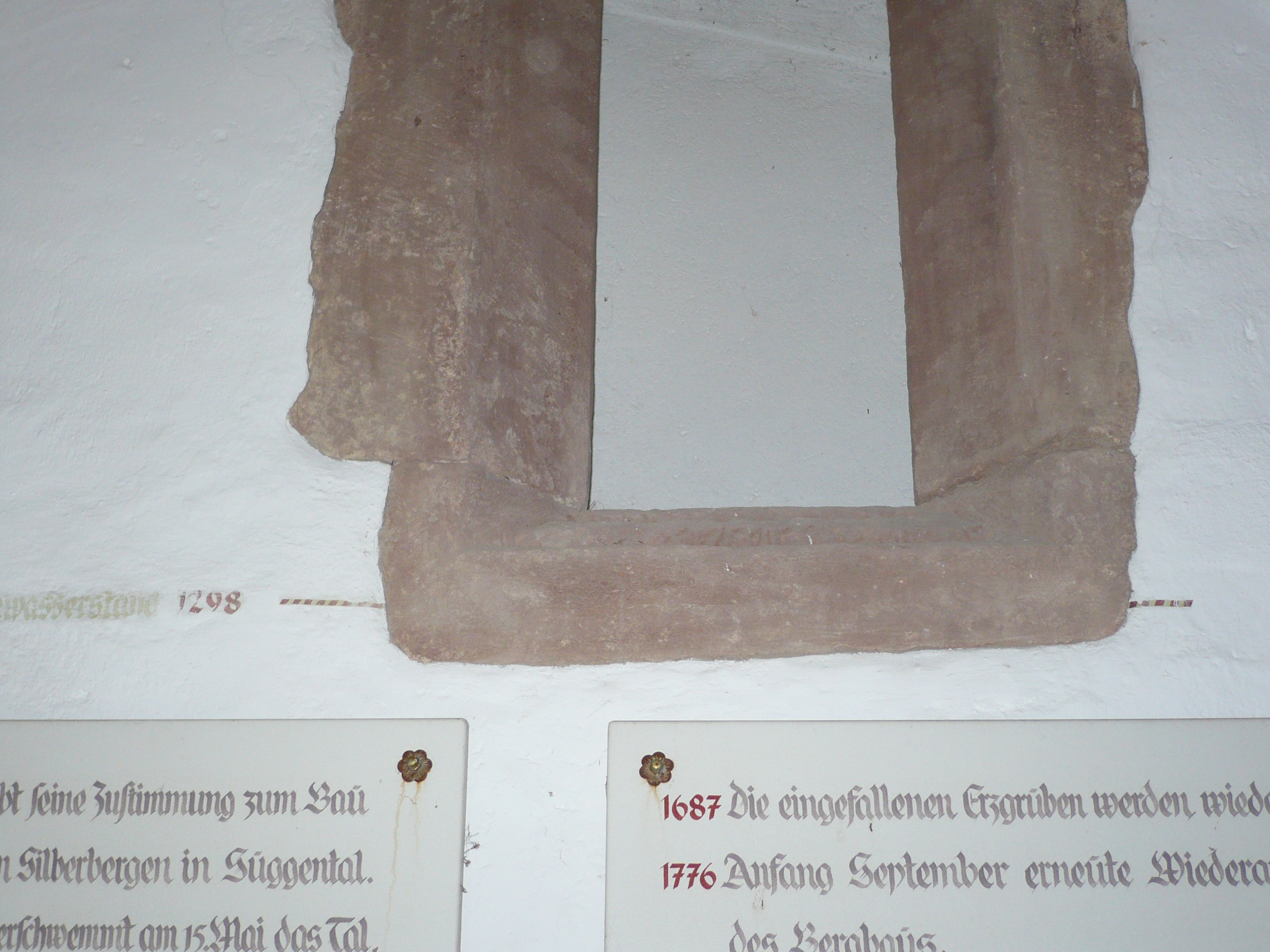
Отметка о наводнении 1298 года на стене кладбищенской часовни в Зуггентале

В конце XIII века, спустя всего несколько лет после ввода в строй Урграбена, работы на зуггентальском руднике прекратились, а ненужный более акведук скоро пришёл в негодность. До начала XIX века память о событиях тех лет сохранялась лишь в виде легенд. Затем в научный оборот вошла написанная в 1777 году работа Исаака Трантенбаха, утверждавшего, что в 1298 году разразилась катастрофическая буря, затопившая не только рудник, но всю долину Зуггенталь. Рабочие погибли, а затопленный рудник был заброшен. На стене кладбищенской часовни в Зуггентале, на уровне чуть ниже подоконника, сохранилась «подлинная» отметка об уровне воды в наводнение 1298 года.
По мнению Хаасиса-Бернера, Трантенбах повторил сложившееся в литературе XVI—XVIII веков смешение двух исторических событий в одно «наводнение 1298 года». Наводнение действительно произошло, но в 1288 году. Рудник был затоплен, погибло (по Иоанну Винтертурскому) 150 человек. Добыча серебра на время возобновилась, но в 1297 году вторгшиеся во Фрайбург эльзасцы под началом ландвойта Теобальда фон Пфирта окончательно разгромили рудник. В 1566 году в Зуггентале начали плавить железную руду, но, как и в XIII веке, производство было ограничено недостатком воды, и уже в 1575 году прекратилось.